# Majoonsaari
Majoonsaari är en ö i Finland. Den ligger i sjön Savivesi och i kommunen Leppävirta i den ekonomiska regionen  Varkaus ekonomiska region  och landskapet Norra Savolax, i den centrala delen av landet, 300 km nordost om huvudstaden Helsingfors. Öns area är 0,1 hektar och dess största längd är 40 meter i öst-västlig riktning.